# Truyện hình sự Mỹ: O. J. Simpson đối đầu dư luận
Truyện hình sự Mỹ: O. J. Simpson đối đầu dư luận (tựa gốc: The People v. O. J. Simpson: American Crime Story) là mùa phim đầu tiên của chương trình các loạt phim hình sự ngắn American Crime Story của đài truyền hình FX. Mùa phim ra mắt ngày 2 tháng 2 năm 2016, tái hiện vụ án giết người liên quan đến cầu thủ nổi tiếng O. J. Simpson, dự trên cuốn sách của Jeffrey Toobin, nhan đề The Run of His Life: The People v. O. J. Simpson.
Mùa đầu tiên của loạt phim đã đạt thành công lớn về cả mặt thương mại lẫn nghệ thuật. Mùa phim nhận sự tán dương nhiệt liệt cho hầu hết các phần trình diễn, đạo diễn và biên kịch. Tại lễ trao Giải Primetime Emmy lần thứ 68, mùa phim nhận được 22 đề cử Emmy, trong 13 hạng mục, thắng chín giải, bao gồm Serie phim nhiều tập ngắn xuất sắc. Mùa phim cũng thắng 2 giải Quả Cầu Vàng cho Serie phim nhiều tập ngắn hoặc phim truyền hình xuất sắc nhất và Nữ chính xuất sắc - Phim hoặc loạt phim truyền hình ngắn cho Sarah Paulson.

## Diễn viên

#### Vai chính
- Sterling K. Brown vai Christopher Darden
- Kenneth Choi vai Thẩm phán Lance Ito
- Christian Clemenson vai William Hodgman
- Cuba Gooding Jr. vai O. J. Simpson
- Bruce Greenwood vai Gil Garcetti
- Nathan Lane vai F. Lee Bailey
- Sarah Paulson vai Marcia Clark
- David Schwimmer vai Robert Kardashian
- John Travolta vai Robert Shapiro
- Courtney B. Vance vai Johnnie Cochran

#### Vai phụ
| - Chris Bauer vai Thám tử Tom Lange - Selma Blair vai Kris Jenner - Jordana Brewster vai Denise Brown - Connie Britton vai Faye Resnick - Garrett M. Brown vai Lou Brown - Chris Conner vai Jeffrey Toobin - Dale Godboldo vai Carl E. Douglas - Jessica Blair Herman vai Kim Goldman - Evan Handler vai Alan Dershowitz - Larry King xuất hiện với tư cách chính mình - Cheryl Ladd vai Linell Shapiro - Billy Magnussen vai Kato Kaelin - Rob Morrow vai Barry Scheck - Robert Morse vai Dominick Dunne - Michael McGrady vai Thanh tra Phillip Vannatter - Angel Parker vai Shawn Chapman - Steven Pasquale vai Thanh tra Mark Fuhrman - Leonard Roberts vai Dennis Schatzman - Keesha Sharp vai Dale Cochran - Joseph Siravo vai Fred Goldman - Malcolm-Jamal Warner vai Al Cowlings |

### Khách mời
- Marguerite Moreau vai Laura McKinny
- Kwame Patterson vai Michael Darden
- Romy Rosemont vai Jill Shively
- Angie Patterson vai Paula Barbieri
- Duane Shepard Sr. vai Mr. Darden
- Beau Wirick vai Allan Park

## Tập phim
| TT. | Tiêu đề                     | Đạo diễn          | Biên kịch                                                                | Ngày phát hành gốc  | Mã sản xuất | Người xem tại U.S. (triệu) |
| --- | --------------------------- | ----------------- | ------------------------------------------------------------------------ | ------------------- | ----------- | -------------------------- |
| 1   | "From the Ashes of Tragedy" | Ryan Murphy       | Scott Alexander & Larry Karaszewski                                      | 2 tháng 2 năm 2016  | 1WAX01      | 5.12                       |
| 2   | "The Run of His Life"       | Ryan Murphy       | Scott Alexander & Larry Karaszewski                                      | 9 tháng 2 năm 2016  | 1WAX02      | 3.90                       |
| 3   | "The Dream Team"            | Anthony Hemingway | D. V. DeVincentis                                                        | 16 tháng 2 năm 2016 | 1WAX03      | 3.34                       |
| 4   | "100% Not Guilty"           | Anthony Hemingway | Maya Forbes & Wallace Wolodarsky and Scott Alexander & Larry Karaszewski | 23 tháng 2 năm 2016 | 1WAX04      | 3.00                       |
| 5   | "The Race Card"             | John Singleton    | Joe Robert Cole                                                          | 1 tháng 3 năm 2016  | 1WAX05      | 2.73                       |
| 6   | "Marcia, Marcia, Marcia"    | Ryan Murphy       | D. V. DeVincentis                                                        | 8 tháng 3 năm 2016  | 1WAX06      | 3.00                       |
| 7   | "Conspiracy Theories"       | Anthony Hemingway | D. V. DeVincentis                                                        | 15 tháng 3 năm 2016 | 1WAX07      | 2.89                       |
| 8   | "A Jury in Jail"            | Anthony Hemingway | Joe Robert Cole                                                          | 22 tháng 3 năm 2016 | 1WAX08      | 2.91                       |
| 9   | "Manna from Heaven"         | Anthony Hemingway | Scott Alexander & Larry Karaszewski                                      | 29 tháng 3 năm 2016 | 1WAX09      | 2.76                       |
| 10  | "The Verdict"               | Ryan Murphy       | Scott Alexander & Larry Karaszewski                                      | 5 tháng 4 năm 2016  | 1WAX10      | 3.27                       |

## Sản xuất

### Phát triển
Ngày 7 tháng 10 năm 2014, kênh FX công bố đã đặt hàng 10 tập phim American Crime Story, do Scott Alexander và Larry Karaszewski phát triển và đồng giám sát sản xuất với Ryan Murphy và Brad Falchuk. Murphy cũng đạo diễn tập pilot của phim. Các giám đốc sản xuất khác bao gồm Nina Jacobson và Brad Simpson. Anthony Hemingway và D. V. DeVincentis. Alexander and Karaszewski được kỳ vọng biên kịch trọn vẹn 10 tập của mùa phim. Serie được phát triển ban đầu cho kênh Fox trước khi chuyển qua cho kênh cáp FX.

### Tuyển vai
Cuba Gooding Jr. và Sarah Paulson tham gia hai vai chính Simpson và Marcia Clark. Theo sau đó, David Schwimmer được chọn vào vai Robert Kardashian. Tháng 1 năm 2015, John Travolta tham gia vai luật sư Robert Shapiro cũng như cùng sản xuất. Tháng 2 cùng năm, Courtney B. Vance nhận vai Johnnie Cochran. Một tháng sau, Connie Britton tham gia vai Faye Resnick. Tháng 4 năm 2015, Sterling K. Brown tham gia vai Christopher Darden, Jordana Brewster tham gia vai Denise Brown, và Kenneth Choi tham gia vai Thẩm phán Lance Ito. Tháng 5 năm 2015, Selma Blair được xác nhận thể hiện vai Kris Kardashian Jenner. Nathan Lane nhận vai F. Lee Bailey trong tháng 7.

### Quay phim
Phim bấm máy ngày 14 tháng 5 năm 2015, tại Los Angeles, California.

## Tiếp nhận
Mùa thứ nhất của Truyện hình sự Mỹ nhận được sự tán dương nhiệt liệt từ giới phê bình. Trang tổng hợp Rotten Tomatoes cho mùa phim tỷ lệ tán dương là 97% dựa trên 74 nhận xét với điểm trung bình 8.7/10. Trang này ghi nhận, "The People v. O. J. Simpson: American Crime Story mang đến kịch bản đạo diễn và diễn xuất hàng đầu để chuyển tải một câu chuện vẫn còn tính thời sự trong khi đào sâu hơn vào các sự kiện, cũng như cùng lúc khơi gợi các phản ứng cảm xúc từ khán giả." Trên Metacritic, mùa phim đạt 90 trên 100, dựa trên 45 bài đánh giá, cho kết quả "tán dương nhiệt liệt".
Các nhà phê bình đặc biệt khen ngợi phần trình diễn của Paulson và Vance. Dan Feinberg của báo The Hollywood Reporter ca ngợi: "khi sự bức bối của Clark gia tăng, các thể hiện khuôn mặt của Paulson càng có hồn hơn, [...] Cochran của Vance có khi hài hước, nhưng cũng có sự đa dạng, đôi khi thấu hiểu và cũng có lúc thông minh." Brian Lowry của trang Variety khen ngợi việt tuyển chọn các vai nhỏ đặc biệt là Connie Britton vai Faye Resnick và Nathan Lane vai F. Lee Bailey.
Dù vậy, Phần thể hiện hai nhân vật Shapiro and Simpson của Travolta và Gooding gây nhiều tranh cãi trái chiều trong giới phê bình. Brian Lowry nhận xét Travolta "quá tệ", thêm rằng: "Vâng, Shapiro nói giọng cứng, thận trọng câu chữ, nhưng diễn viên đã đọc thoại "có tâm" tới mức biến luật sư thành ông hề, quá đối lập với các phần trình diễn mượt mà quanh ông ta." Nicole Jones của Vanity Fair gọi phần trình diễn này "quá thận trọng và tính toán." Dan Feinberg cũng chỉ trích: "từ cặp lông mày xuống là dở khó quên.", rằng "việc giả giọng không cần thiết lại không nhất quán qua từng tập và cường độ diễn của Travolta có cảm giác lúc thì tinh nghịch, lúc lại lố, biến Shapiro thành một nhân vật mới của Truyện Kinh dị Mỹ thay vì phim này." Maureen Ryan của trang Vanity Fair, lại dần có cảm tình với Travolta qua từng tập phim: "Tôi bắt đầu trong sự hoài nghi, rồi thấy thích thú và sau cùng là cảm kích chân thành. Bạn không thể rời mắt khỏi Travolta, đó là một dạng của sự quyến rũ." Travolta nhận nhiều đề cử giải thưởng cho phần trình diễn của mình.
Dave Schilling của tờ The Guardian chê thậm tệ phần trình diễn của Gooding, viết rằng: "cái giọng rền rĩ đáng báo động đó chả ăn nhập gì tới giọng thật của O.J. Simpson vốn sâu và oai vệ." Michael Starr từ báo New York Post cũng không tiếc lời chê rằng Gooding "thể hiện Simpson rỗng tuếch, và vô vị với cái giọng tru tréo the thé và mộng du trong màn sương mà không chút run sợ sau khi bị bắt vì tội giết hai người gồm vợ cũ Nicole Brown và Ron Goldman. Gooding mờ nhạt và đáng chê trách trong cái vai mà đáng lẽ là nơi cho anh ta thể hiện — người mà, nói cho công bằng, chỉ đang đứng đọc thoại của mình, vì vậy mà anh ta chỉ có thể làm quá nhiều với những chất liệu đó."
Mặt khác, Joe McGovern lại lạc quan hơn với vai diễn của Gooding, rằng việc tuyển vai "đã dám mạo hiểm và thành công." Bất chấp tranh cãi, Gooding và Travolta nhận các đề cử Emmy cho các vai diễn của họ. Ngoài ra, với việc tham gia sản xuất, Travolta giành giải Serie phim giới hạn xuất sắc cùng các nhà sản xuất khác của phim.

### Phản ứng của các nhân vật
Mark Fuhrman, được Steven Pasquale thể hiện trên phim, từ chối xem phim và cho rằng phần thể hiện ông trên phim là không chân thật. Trong lần phỏng vấn với New York Post, ông nói: "20 năm qua, Tôi đã chứng kiến các sự thật bị truyền thông, cánh nhà báo và công chúng bỏ qua chỉ vì nó không phù hợp với các quy tắc tường thuật. Chuyện lâu rồi mà, FX cố tái tạo sự kiện lịch sử mà lại không tiếp cận các nguồn tin có thể đối chất được. Trong cái thời mà người Mỹ đọc ít và các nhà báo đi nghỉ mát, buồn cho một vụ án nổi tiếng lại được lưu danh bằng một bộ phim. Dù sao thì, nó cũng 'dựa trên chuyện có thật.'"
Marcia Clark tán dương bộ phim và gọi phần trình diễn của Sarah Paulson (thể hiện chính cô) là "phi thường." Clark đến dự lễ trao giải Emmy với Sarah Paulson, người đã thắng giải đêm đó.
Bố của Ron Goldman, Fred Goldman, chỉ trích bộ phim. Ông cho rằng không có đủ chất liệu nói về Ron, người mà chỉ được lên phim dưới dạng một cái xác. Ông trăn trở rằng các thế hệ quá trẻ để hiểu được sự kiện vào thời điểm đó sẽ mặc nhiên cho tất cả những gì trên phim là chính xác. Em của Nicole Brown là Tanya Brown cho rằng những gì cô thấy là minh chứng cho việc các diễn viên đã không chú trọng tham vấn với gia đình các nhân vật thật.

### Giải thưởng
| Giải thưởng                                                                              | Hạng mục                                                                                          | Đề cử                                             | Kết quả   |
| ---------------------------------------------------------------------------------------- | ------------------------------------------------------------------------------------------------- | ------------------------------------------------- | --------- |
| Giải thưởng của giới phê bình truyền hình Mỹ lần thứ 5                                   |                                                                                                   |                                                   |           |
| Loạt phim truyền hình mới xuất sắc                                                       | American Crime Story                                                                              | Đoạt giải                                         |           |
| Giải thưởng của giới phê bình truyền hình Mỹ lần thứ 7                                   |                                                                                                   |                                                   |           |
| Phim hoặc loạt phim ngắn truyền hình xuất sắc                                            | The People v. O. J. Simpson: American Crime Story                                                 | Đoạt giải                                         |           |
| Nam diễn viên chính phim hoặc loạt phim ngắn truyền hình xuất sắc                        | Cuba Gooding Jr.                                                                                  | Đề cử                                             |           |
| Nam diễn viên chính phim hoặc loạt phim ngắn truyền hình xuất sắc                        | Courtney B. Vance                                                                                 | Đoạt giải                                         |           |
| Nữ diễn viên chính phim hoặc loạt phim ngắn truyền hình xuất sắc                         | Sarah Paulson                                                                                     | Đoạt giải                                         |           |
| Nam diễn viên phụ phim hoặc loạt phim ngắn truyền hình xuất sắc                          | Sterling K. Brown                                                                                 | Đoạt giải                                         |           |
| Nam diễn viên phụ phim hoặc loạt phim ngắn truyền hình xuất sắc                          | John Travolta                                                                                     | Đề cử                                             |           |
| Giải thưởng BET năm 2016                                                                 |                                                                                                   |                                                   |           |
| Nam chính xuất sắc                                                                       | Courtney B. Vance                                                                                 | Đề cử                                             |           |
| Giải thưởng Quả Cầu Vàng lần thứ 74                                                      | Phim hoặc loạt phim truyền hình ngắn xuất sắc                                                     | The People v. O. J. Simpson: American Crime Story | Đoạt giải |
| Giải thưởng Quả Cầu Vàng lần thứ 74                                                      | Nam chính xuất sắc - Phim hoặc loạt phim truyền hình ngắn                                         | Courtney B. Vance                                 | Đề cử     |
| Giải thưởng Quả Cầu Vàng lần thứ 74                                                      | Nữ chính xuất sắc - Phim hoặc loạt phim truyền hình ngắn                                          | Sarah Paulson                                     | Đoạt giải |
| Giải thưởng Quả Cầu Vàng lần thứ 74                                                      | Nữ chính xuất sắc - Phim hoặc loạt phim truyền hình ngắn                                          | Sterling K. Brown                                 | Đề cử     |
| Giải thưởng Quả Cầu Vàng lần thứ 74                                                      | Nữ chính xuất sắc - Phim hoặc loạt phim truyền hình ngắn                                          | John Travolta                                     | Đề cử     |
| Giải Primetime Emmy lần thứ 68 (68th Primetime Creative Arts Emmy Awards)                |                                                                                                   |                                                   |           |
| Loạt phim truyền hình ngắn xuất sắc                                                      | The People v. O. J. Simpson: American Crime Story                                                 | Đoạt giải                                         |           |
| Nam chính xuất sắc - Phim hoặc loạt phim truyền hình ngắn                                | Courtney B. Vance                                                                                 | Đoạt giải                                         |           |
| Nam chính xuất sắc - Phim hoặc loạt phim truyền hình ngắn                                | Cuba Gooding Jr.                                                                                  | Đề cử                                             |           |
| Nữ chính xuất sắc - Phim hoặc loạt phim truyền hình ngắn                                 | Sarah Paulson                                                                                     | Đoạt giải                                         |           |
| Nam phụ xuất sắc - Phim hoặc loạt phim truyền hình ngắn                                  | Sterling K. Brown                                                                                 | Đoạt giải                                         |           |
| Nam phụ xuất sắc - Phim hoặc loạt phim truyền hình ngắn                                  | David Schwimmer                                                                                   | Đề cử                                             |           |
| Nam phụ xuất sắc - Phim hoặc loạt phim truyền hình ngắn                                  | John Travolta                                                                                     | Đề cử                                             |           |
| Đạo diễn xuất sắc - Phim hoặc loạt phim truyền hình ngắn hoặc chương trình đặc biệt      | Ryan Murphy (for "From the Ashes of Tragedy")                                                     | Đề cử                                             |           |
| Đạo diễn xuất sắc - Phim hoặc loạt phim truyền hình ngắn hoặc chương trình đặc biệt      | John Singleton (cho tập phim "The Race Card")                                                     | Đề cử                                             |           |
| Đạo diễn xuất sắc - Phim hoặc loạt phim truyền hình ngắn hoặc chương trình đặc biệt      | Anthony Hemingway (cho tập phim "Manna from Heaven")                                              | Đề cử                                             |           |
| Biên kịch xuất sắc - Phim hoặc loạt phim truyền hình ngắn hoặc chương trình đặc biệt     | Scott Alexander & Larry Karaszewski (cho "From the Ashes of Tragedy")                             | Đề cử                                             |           |
| Biên kịch xuất sắc - Phim hoặc loạt phim truyền hình ngắn hoặc chương trình đặc biệt     | Joe Robert Cole (cho tập phim "The Race Card")                                                    | Đề cử                                             |           |
| Biên kịch xuất sắc - Phim hoặc loạt phim truyền hình ngắn hoặc chương trình đặc biệt     | D. V. DeVincentis (cho tập phim "Marcia, Marcia, Marcia")                                         | Đoạt giải                                         |           |
| Tuyển vai xuất sắc - Phim hoặc loạt phim truyền hình ngắn hoặc chương trình đặc biệt     | Jeanne McCarthy, Nicole Abellera Hallman, Courtney Bright, và Nicole Daniels                      | Đoạt giải                                         |           |
| Quay phim xuất sắc - Phim hoặc loạt phim truyền hình ngắn                                | Nelson Cragg (cho tập phim "From the Ashes of Tragedy")                                           | Đề cử                                             |           |
| Phục trang xuất sắc - Phim hoặc loạt phim truyền hình ngắn hoặc phim lịch sử/ viễn tưởng | Hala Bahmet, Marina Ray, và Elinor Bardach (cho tập phim "Marcia, Marcia, Marcia")                | Đề cử                                             |           |
| Làm tóc xuất sắc - Phim hoặc loạt phim truyền hình ngắn                                  | Chris Clark, Natalie Driscoll, Shay Sanford-Fong, và Katrina Chevalier                            | Đoạt giải                                         |           |
| Hóa trang xuất sắc - Phim hoặc loạt phim truyền hình ngắn                                | Eryn Krueger Mekash, Zoe Hay, Heather Plott, Deborah Huss Humphries, Luis Garcia, và Becky Cotton | Đề cử                                             |           |
| Biên tập xuất sắc - Phim hoặc loạt phim truyền hình ngắn (đơn máy)                       | Adam Penn (cho tập phim "From the Ashes of Tragedy")                                              | Đề cử                                             |           |
| Biên tập xuất sắc - Phim hoặc loạt phim truyền hình ngắn (đơn máy)                       | C. Chi-Yoon Chung (cho tập phim "The Race Card")                                                  | Đoạt giải                                         |           |
| Biên tập xuất sắc - Phim hoặc loạt phim truyền hình ngắn (đơn máy)                       | Stewart Schill (cho tập phim "The Verdict")                                                       | Đề cử                                             |           |
| Phối âm xuất sắc - Phim hoặc loạt phim truyền hình ngắn                                  | Doug Andham, Joe Earle, và John Bauman (cho tập phim "From the Ashes of Tragedy")                 | Đoạt giải                                         |           |
| Giải thưởng của Hiệp hội phê bình phim lần thứ 32                                        | Chương trình của năm                                                                              | The People v. O. J. Simpson: American Crime Story | Đoạt giải |
| Giải thưởng của Hiệp hội phê bình phim lần thứ 32                                        | Thành tựu đặc biệt - phim, loạt phim nhiều tập ngắn và chương trình đặc biệt                      | The People v. O. J. Simpson: American Crime Story | Đoạt giải |
| Giải thưởng của Hiệp hội phê bình phim lần thứ 32                                        | Thành tựu cá nhân - thể loại bi kịch                                                              | Sarah Paulson                                     | Đoạt giải |
| Giải thưởng của Hiệp hội phê bình phim lần thứ 32                                        | Thành tựu cá nhân - thể loại bi kịch                                                              | Courtney B. Vance                                 | Đề cử     |